# Piazzi Smyth (cráter)
Piazzi Smyth es un pequeño cráter de impacto lunar situado en la parte oriental del Mare Imbrium. Es un elemento aislado situado a unos 100 kilómetros al suroeste de la cordillera de los Montes Alpes. Al sureste de este cráter se encuentra el Mons Piton, una montaña aislada que se eleva a una altitud de 2,3 km y ocupa un diámetro de aproximadamente 25 km.
|  |

El cráter presenta un borde notablemente circular, con un interior que no han sido significativamente modificados por otros impactos. Las paredes interiores se inclinan suavemente hasta alcanzar la pequeña plataforma central, que abarca tan solo una quinta parte del diámetro total del cráter. Esta formación no tiene otras características notables, y su albedo se corresponde con el de la llanura de lava circundante.

## Cráteres satélite

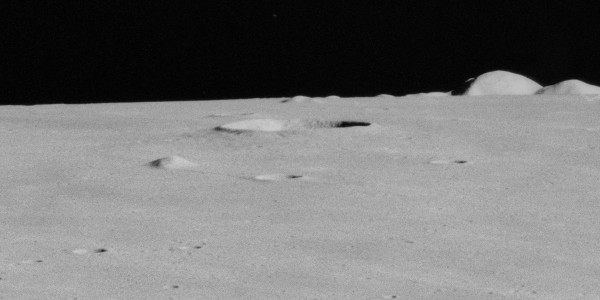
Fotografía de la misión Apolo 15

Por convención estos elementos son identificados en los mapas lunares poniendo la letra en el lado del punto medio del cráter que está más cercano a Piazzi Smyth.
|              | \| Piazzi Smyth \| Coordenadas \| Diámetro \| \| ------------ \| --------------------------- \| -------- \| \| B \| 40°30′N 3°24′O / 40.5, -3.4 \| 4 km \| \| M \| 45°00′N 4°12′O / 45.0, -4.2 \| 2 km \| \| U \| 40°48′N 2°42′O / 40.8, -2.7 \| 3 km \| \| V \| 40°54′N 4°42′O / 40.9, -4.7 \| 7 km \| \| W \| 42°12′N 1°54′O / 42.2, -1.9 \| 3 km \| \| Y \| 42°48′N 3°24′O / 42.8, -3.4 \| 4 km \| \| Z \| 42°06′N 4°36′O / 42.1, -4.6 \| 3 km \| |          |
| Piazzi Smyth | Coordenadas | Diámetro |
| B            | 40°30′N 3°24′O / 40.5, -3.4 | 4 km     |
| M            | 45°00′N 4°12′O / 45.0, -4.2 | 2 km     |
| U            | 40°48′N 2°42′O / 40.8, -2.7 | 3 km     |
| V            | 40°54′N 4°42′O / 40.9, -4.7 | 7 km     |
| W            | 42°12′N 1°54′O / 42.2, -1.9 | 3 km     |
| Y            | 42°48′N 3°24′O / 42.8, -3.4 | 4 km     |
| Z            | 42°06′N 4°36′O / 42.1, -4.6 | 3 km     |